# Inca bonplandi
Inca bonplandi är en skalbaggsart som beskrevs av Leonard Gyllenhaal 1817. Inca bonplandi ingår i släktet Inca och familjen Cetoniidae. Inga underarter finns listade i Catalogue of Life.